# San Gregorio da Sassola
San Gregorio da Sassola er en italiensk by (og kommune) i regionen Lazio i Italien, med omkring 1.438(2023) indbyggere. 